# ریوهی مادا
ریوهی مادا (انگلیسی: Ryohei Maeda؛ زادهٔ ۵ مهٔ ۱۹۸۵) بازیکن فوتبال اهل ژاپن است.